# Tournée de l'équipe de Nouvelle-Zélande de rugby à XV en 1924-1925

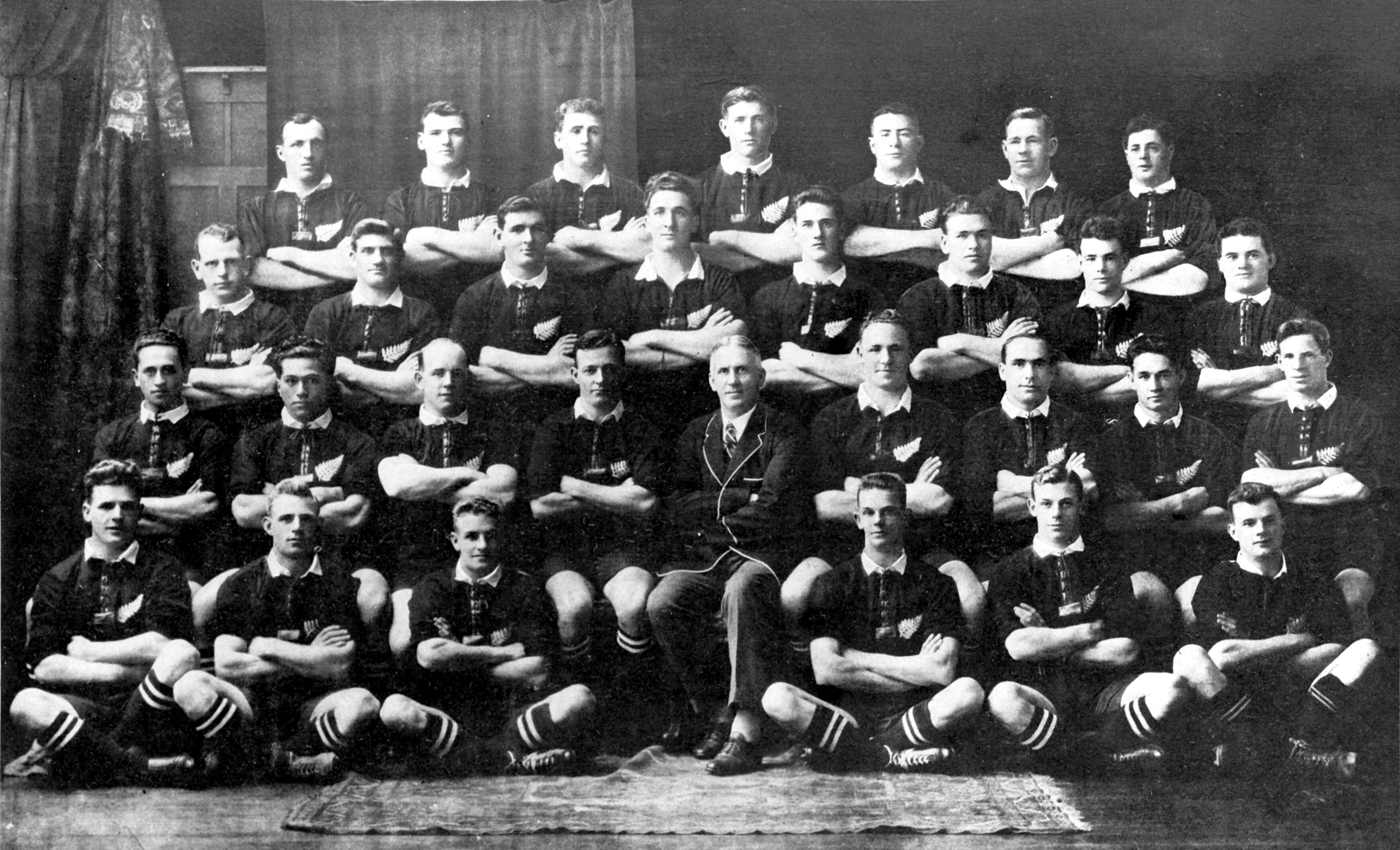
L'équipe de Nouvelle-Zélande de rugby à XV, connus sous le nom de The Invincibles All Blacks, 1924.

L'équipe de Nouvelle-Zélande de rugby à XV en tournée en 1924-1925, représentant la Nouvelle-Zélande (connue sous le nom de The Invincibles), est la deuxième équipe des All Blacks à se déplacer en Europe. Elle fait une tournée en 1924-1925 en Grande-Bretagne et en France puis en Amérique du Nord, le directeur en est S.S.Dean. 
La tournée est un succès pour The Invincibles. L'équipe de Cliff Porter remporte toutes les rencontres, s'imposant notamment contre le pays de Galles, l'Irlande et l'Angleterre. Au cours de cette tournée, les All Blacks remportent tous les 32 matches disputés avec une statistique favorable au niveau des points, 838 inscrits pour 116 concédés.

## Effectif de l'équipe de Nouvelle-Zélande de 1924-1925
Le tableau suivant présente les vingt-neuf joueurs de Nouvelle-Zélande qui ont participé à cette tournée. Plusieurs personnalités se détachent lors de cette aventure, tels George Nepia, Maurice et Cyril Brownlie, Mark Nicholls, Bert Cooke et le capitaine Cliff Porter.

## Résultats des test-matches
Le tableau suivant récapitule les résultats des All Blacks contre les équipes nationales. Ils l'emportent contre le pays de Galles, l'Irlande, l'Angleterre et la France.
| No | Date              | Lieu                                       | Match                         | Score   | Compétition |
| -- | ----------------- | ------------------------------------------ | ----------------------------- | ------- | ----------- |
| 1  | 1er novembre 1924 | Lansdowne Road, Dublin - Irlande           | Irlande – Nouvelle-Zélande    | 0 – 6   | test match  |
| 2  | 29 novembre 1924  | St Helens - Pays de Galles                 | Galles – Nouvelle-Zélande     | 0 – 19  | test match  |
| 3  | 3 janvier 1925    | Twickenham - Angleterre                    | Angleterre – Nouvelle-Zélande | 11 – 17 | test match  |
| 4  | 18 janvier 1925   | Stade des Ponts-Jumeaux, Toulouse - France | France – Nouvelle-Zélande     | 6 – 30  | test match  |

## Autres matchs
| #  | Date        | Adversaire           | Lieu              | Stade                | Score |
| -- | ----------- | -------------------- | ----------------- | -------------------- | ----- |
| 1  | 13 Sep 1924 | Devonshire RU        | Devonport         | Rectory Ground       | 11–0  |
| 2  | 18 Sep      | Cornwall RU          | Camborne          | Recreation Ground    | 29–0  |
| 3  | 20 Sep      | Somersetshire RU     | Weston-super-Mare | Weston Ground        | 6–0   |
| 4  | 25 Sep      | Gloucestershire RU   | Gloucester        | Kingsholm Stadium    | 6–0   |
| 5  | 27 Sep      | Swansea RFC          | Swansea           | St Helens Ground     | 39–3  |
| 6  | 2 Oct       | Newport RFC          | Newport           | Athletic Ground      | 13–10 |
| 7  | 4 Oct       | Leicester Tigers     | Leicester         | Welford Road Stadium | 27–0  |
| 8  | 8 Oct       | North Midlands RU    | Birmingham        | Villa Park           | 40–3  |
| 9  | 11 Oct      | Cheshire RU          | Birkenhead        | Birkenhead Park      | 18–5  |
| 10 | 15 Oct      | Durham               | Sunderland        | Roker Park           | 43–7  |
| 11 | 18 Oct      | Yorkshire RU         | Bradford          | Lidget Green         | 42–4  |
| 12 | 22 Oct      | Lancashire RU        | Manchester        | Old Trafford         | 23–0  |
| 13 | 25 Oct      | Cumberland           | Carlisle          | Brunton Park         | 41–0  |
| 15 | 5 Nov       | Ulster Rugby         | Belfast           | Ravenhill Stadium    | 28–6  |
| 16 | 8 Nov       | Northumberland RU    | Gosforth          |                      | 27–4  |
| 17 | 12 Nov      | Cambridge University | Grange Road       |                      | 5–0   |
| 18 | 15 Nov      | London Counties      | Londres           | Twickenham           | 31–6  |
| 19 | 20 Nov      | Oxford University    | Oxford            | Iffley Road          | 33–15 |
| 20 | 22 Nov      | Cardiff RFC          | Cardiff           | National Stadium     | 16–8  |
| 22 | 2 Dec       | Llanelli RFC         | Llanelli          | Stradey Park         | 8–3   |
| 23 | 6 Dec       | East Midlands        | Northampton       | Cricket Ground       | 31–7  |
| 24 | 11 Dec      | Warwickshire RU      | Highfield Road    |                      | 20–0  |
| 25 | 13 Dec      | Combined Services    | Londres           | Twickenham           | 25–3  |
| 26 | 17 Dec      | Hampshire RU         | Portsmouth        | Fratton Park         | 22–0  |
| 27 | 27 Dec      | London Counties      | Londres           | Rectory Field        | 28–3  |
| 29 | 11 Jan      | Selection Francais   | Colombes          | Stade Olympique      | 37–8  |
| 31 | 14 Fév      | Vancouver            | Vancouver         | Cricket Oval         | 49–0  |
| 32 | 18 Fév      | Victoria             | Île de Vancouver  | Victoria Ground      | 68–4  |